# Barbara Gregorič Gorenc
Barbara Gregorič Gorenc, slovenska mladinska pesnica in pisateljica, * 4. januar 1964, Ljubljana.

## Življenjepis
Barbara Gregorič se je rodila leta 1964 v Ljubljani. Obiskovala je Osnovno šolo Toneta Čufarja, kjer jo je učiteljica spodbujala k pisanju. Svoje prve pesmi je objavila v šolskem glasilu Mladi plamen. Diplomirala je iz živilske tehnologije na Biotehniški fakulteti v Ljubljani. Po diplomi je bila 10 let zaposlena na Inštitutu za higieno Medicinske fakultete v Ljubljani, nato 12 let na Zavodu za tehnično izobraževanje. Vmes je službovala na Centru Republike Slovenije za poklicno izobraževanje, nekaj časa pa tudi na Zavodu za zdravstveno varstvo v Ljubljani. Trenutno je zaposlena v Vrtcu Škofljica.

## Delo
V svojih pesmih otroštva ne idealizira, temveč ga predstavi kot obdobje uporništva, težav in intenzivnih čustvenih doživljanj, ki so velikokrat negativna in usmerjena proti odraslim.
Leta 1992 je urednik Kurirčka (danes Kekec), Boris A. Novak, v glasilu objavil njene pesmi. Leta 1994 je sledila prva samostojna pesniška zbirka Nebomske pesmi. Leta 1997 je objavila drugo pesniško zbirko Zaklenjeni volk, že naslednje leto pa zbirka Lena luna. Tej so sledile še: Mame, očki in otročki (2001), Tri pike ... (2005), Navodila za randi (2006), Odskočnice (2007), Iskanke (2008), Z roko v roki (2009), Razigranke (2010) in Sladko leto (2010).
Napisala je tudi krajša prozna dela. Pod Založbo Jasa je izdala Metuljčka Pavlinčka Potepinčka, v knjigi Metulj na dežju (2002), Rože, v knjigi Kresnica na dlani (2004), Ljubljanski most z brezami, v knjigi Žuborenje Slovenije (2005), Skrivna soba, v knjigi Sonce v brlogu (2008) in Spoštovanje, v knjigi Svoboda na izpitu (2010). Napisala je še dve lutkovni igrici: Lesena raca (uprizorjena 1986) in Porcelanasta muca (uprizorjena 1994), ki ju je na oder postavila dramaturginja Jelena Sitar Cvetko.

## Izbrana bibliografija
- Nebomske pesmi, 1994

- Zaklenjeni volk, 1997
- Lena luna, 1998
- Mame, očki in otročki, 2001
- Tri pike ..., 2005
- Navodila za randi, 2006
- Odskočnice, 2007
- Iskanke, 2008
- Z roko v roki, 2009
- Razigranke, 2010
- Sladko leto, 2010

1. ↑  Record #1037278801 // Gemeinsame Normdatei — 2012—2016.